# Hesperantha woodii
Hesperantha woodii är en irisväxtart som beskrevs av John Gilbert Baker. Hesperantha woodii ingår i släktet Hesperantha och familjen irisväxter. Inga underarter finns listade i Catalogue of Life.